# 林钢事件
林钢事件是指发生在2009年8月11日，中国河南省濮阳市林洲钢铁责任有限公司（以下简称林钢）。部分职工反对国有企业改制的大规模群体性事件。一度有3000余名职员包围林钢综合办公楼，期间林钢改制小组副组长、濮阳市国资委调研员董章印遭到了工人的“软禁”。 

## 起因
- 2008年8月，濮阳市政府批准了林钢改制预案，2008年12月，林钢职代会通过了改制实施随着林钢改制工作的启动。林钢职工不愿企业由国有改为民企，自身权益收损。
- 2009年7月24日河南凤宝钢铁有限公司(下称“河南凤宝”)以比起拍价低近7000万的价格，获得了林钢的资产处置等权益。引起职工不满，猜测其内部存在猫腻。
- 工人间流传将要接手的河南凤宝在企业内部没有落实劳动合同法，工人们没有假期、公休，超负荷工作，克扣工资、罚款，甚至打骂工人，随意开除工人也让工人们非常抵触。
- 2009年8月10日，改制小组违反原有约定，将用于工人补偿的4000万元滞留在改制小组的账面上，在林钢工人间引起骚动，成为事件直接导火索。

## 事件前兆
其实在“林钢事件前”林钢工人们已经开始通过多种渠道反映企业的各种问题和自己的诉求。
- 2009年3月21日，林钢工人将林州至安阳的高速公路阻断。
- 2009年4月27日，数百名工人到濮阳市委、市政府上访，5月1日返回林州，其间将106国道阻断。
- 2009年5月25日，林钢董事长的办公室被人打砸破坏，林钢办公楼四楼、五楼的部分玻璃被砸。
- 最终受通钢事件影响，工人自发以“围攻工厂”形式发起事件。

## 群体性事件
- 2009年8月10日
  - 反抗改制小组滞留员工补偿资金，百度贴吧、天涯贴吧等论坛里则出现一个号召林钢工人次日9点到办公楼区聚集的帖子，点击率很快破万。
- 2009年8月11日
  - 8点35分，包括了离退休人员和家属的人群开始聚集抗议，林钢综合办公楼前聚集人员达400多人，周边尚有部分围观群众。情绪激动的工人将办公楼围得水泄不通，“软禁” 林钢改制小组副组长、濮阳市国资委调研员董章印,并掀翻了改制工作组的两辆轿车，最高峰时人群达到3000余人。
  - 17点半，工人们凑集了1200元钱，在大楼前架起了大锅，并由专人负责做饭、买菜，厂门口还派出了巡逻队，以防止董章印被救援。
- 2009年8月13日
  - 河南省副省长史济春在省政府四楼会议室主持召开会议，听取“8.11”事件的情况汇报后，要求地方党委、政府要引起高度重视，采取得力措施，化解矛盾，保证被围困工作人员安全，尽快平息事端，改制暂停，收购暂缓，公安部门做好排查工作，找出幕后组织人员。
- 2009年8月14日
  - 受河南省委省政府所托，河南省委副书记陈全国赶赴林州，处理协调此事。当晚9点，中州国际饭店五楼，双方就这一事件再次进行协商。
- 2009年8月15日

8月15日凌晨3点，经过四天三夜的协商，双方意见达成一致，改制暂缓，工人释放被“软禁”的董章印，事件到此算是告一段落。

## 后续报道
- 2009年8月15日，河南省委书记、省人大主任徐光春就林钢事件作出重要批示。徐光春强调，凡企业改制重组必须经职代会讨论通过和社会稳定风险评估，否则无效。
- 2009年8月16日，河南省委、省政府就林州钢铁公司改制问题提出六点处理意见:尊重广大职工的意愿，暂停改制工作；改制暂停后，有关企业出路和职工利益等问题，由林钢职工代表大会集体决定；在林钢改制问题没有解决之前，凤宝钢铁公司不介入林钢的事务等。
- 2009年8月20日，林钢厂门口的抗议条幅“向通钢工人学习，保护四十年的国有资产”仍然在悬挂着。曾被工人“软禁”的濮阳市国资委副主任董章印依旧在濮阳市人民医院接受康复治疗。
  - 同日河南省国资委宣布暂时冻结凤宝钢铁对河南省濮阳林州钢铁有限责任公司的重组决定后，河南凤宝钢铁有限公司党委书记、总经理李静敏表示，河南凤宝目前已经退出林钢重组，公司所有的损失将会按照法律手段向濮阳市政府索赔。
- 2009年8月21日 当初签字同意林钢降价拍卖的濮阳市副市长王相玲被双规。